# 维多利亚号护卫舰
维多利亚号是普鲁士海军于1860年代购置的两艘奥古斯塔级护卫舰的二号舰，得名于当时的普鲁士王储妃维多利亚。其唯一的姊妹舰为奥古斯塔号，它们均装备有十四门火炮。维多利亚号于1863年开始在波尔多的阿尔曼兄弟造船厂铺设龙骨，1864年初下水。它原本由南部邦联海军订购，但被法皇拿破仑三世阻止交付，遂于1864年5月转售予普鲁士海军。在与丹麦的第二次石勒苏益格战争之前和期间，普鲁士人一直在寻求舰艇来加强他们的舰队，但维多利亚号来得太晚，未及在冲突中参与行动。
维多利亚号几乎整个活跃的服役生涯都在海外度过。继1860年代中期在本土水域短暂服役后，该舰共接受了三次海外长期部署，全部前往西印度群岛驻地。第一次从1868年持续到1869年，它维护了德国在古巴和海地的经济利益。维多利亚号于1870年代初基本处于停运状态，因此在1870－1871年的普法战争期间无所作为。1875年，它获重启被再次派往西印度群岛；这次部署因1877年俄土战争期间须转移到地中海而中断，当时德国政府担心这场冲突可能会引发针对居住在奥斯曼的欧洲人的骚乱。该舰于1879年返回德国，并于次年开启驻西印度群岛的第三次海外部署。然而，它在大部分时间都远离驻地，参与了1880年底在亚得里亚海举行的国际海军示威活动，并为1881年在利比里亚遇袭的一艘德国商船实施了报复。其在西印度群岛驻地的逗留时间仅限于1881年中期访问了南美诸港。维多利亚号于1882年返回德国，原定在次年改作一艘训练舰，但海军认为其船员舱太小，因此使用了另一艘舰。维多利亚号只得在1884年至1890年间间歇性地充当渔业保护船，随后于1891年4月正式从海军名录中除籍并于1892年出售拆解。

## 设计
两艘奥古斯塔级护卫舰最初是在美国内战期间由南部邦联海军向法国的阿尔曼兄弟造船厂所订购，但在法国皇帝拿破仑三世出面干预阻止交付后，普鲁士海军于1864年购买了这两艘舰。普鲁士王国原本预计与丹麦的第二次石勒苏益格战争会是一场持久战，因此寻求获得可以快速完工的舰艇来加强其舰队，但战争在奥古斯塔级交付之前便已结束。
维多利亚号的水线长和全长分别为75.2米和81.5米，有11.1米的舷宽以及5.03米的前吃水和5.62米的后吃水；其设计排水量为1,827吨，满载时则可达2,272吨。标准船员编制为15名军官和215名水兵。该舰由一台卧式两缸双胀蒸汽机提供动力，用以驱动两副直径为4.28米的双叶螺旋桨。蒸汽则由四台燃煤火管锅炉供应，这使得它在1,300匹公制馬力（1,300匹指示馬力；960千瓦特）额定功率下的最高航速可达13.5節（25.0每小時），并且能够以12節（22每小時）的速度连续航行2,500海里（4,600）。为了在煤炭可能稀缺的海外长期部署时作为蒸汽机的辅助动力，维多利亚号还配备有一套总帆面积为1,600平方米的全帆装索具，但后来被简化为末桅纵帆样式。
维多利亚号装备有八门24磅炮和六门12磅炮作为主炮，均为滑膛式；它们于1867年被相同口径的线膛炮所取代。自1872年起，这些武器又替换成四门150毫米22倍径箍炮、六门120毫米23倍径箍炮以及一门80毫米23倍径箍炮；它们是更具现代化的后膛式套筒炮。在服役生涯的后期，该舰还安装了六门哈乞开斯37毫米转膛炮。

## 历史
作为南部邦联海军秘密订单的一部分，奥古斯塔号的龙骨于1863年中期开始在波尔多的阿尔曼兄弟造船厂铺设；为掩人耳目以规避国际纠纷，它最初被命名为“大阪号”，假意为日本而建，但实际舰名却是“路易斯安那号”。随着交易于1864年告吹，普鲁士政府购入了这艘当时除武器装备外已基本完工的舰只，以普鲁士王储妃维多利亚长公主的名义更名为维多利亚号，并试图于5月31日将其转运到不来梅哈芬，以便在那里完成舾装并投运。法国政府已经允许了它的姊妹舰奥古斯塔号的转运，但当维多利亚号准备启航时，丹麦游说法国拒绝向第二次石勒苏益格战争中的一个活跃参战国交付战舰。丹麦的努力得到了英国的支持，但普鲁士首相奥托·冯·俾斯麦说服了法国人，允许这艘没有武装的舰只悬挂法国国旗转移到荷兰，再由普鲁士船员从那里将它接到不来梅哈芬。
维多利亚号于1864年9月3日抵达不来梅哈芬，在当地安装了火炮，至9月14日正式入列普鲁士舰队服役。然后，它开始在亚德湾进行海试和射术操练。10月1日，该舰经行斯卡恩，驶入波罗的海，与丹麦的战事至此几乎结束。三天后，维多利亚号在新获得的基尔下锚。这座港口城市已成为普鲁士舰队的主要基地，海军少将爱德华·冯·雅赫曼在冲突结束后将舰队大部移驻那里。11月2日，该舰与盖甲板护卫舰菲内塔号一同前往英国的普利茅斯展开外访。途中，训练舰尼俄伯号、漂泊者号和蚊子号也加入了它们的行列。后三艘舰仅以风帆为动力，因此由于海面无风，它们直到11月5日才能穿越北海。维多利亚号因天气恶劣而延误，于11月28日抵达普利茅斯；在归国途中，它又在法国的布雷斯特停留，至12月22日抵达基尔。在那里，该舰接上了为铁甲舰阿米尼乌斯号配备的船员，这艘铁甲舰最近在英国完工。维多利亚号其后护送阿米尼乌斯号返回基尔，于1865年5月15日抵达。
1865年5月20日，维多利亚号离开基尔前往但泽，但在费马恩岛搁浅，被解救出来后不得不返回基尔。从5月26日到6月1日，它又护送载有俄国皇储尼古拉遗体的船只前往俄罗斯，尼古拉在欧洲南部的旅游期间逝世。7月，维多利亚号在基尔裁减了船员编制，并于9月16日在当地停运。随着当年晚些时候与奥地利的战争威胁加剧，该舰于1866年1月1日重新投运，并被编入波罗的海分舰队。在一次拖曳盖甲板护卫舰阿科纳号时，维多利亚号用来拉船的缆绳断裂并卡入螺旋桨，被迫进入造船厂清理。维多利亚号和奥古斯塔号其后在松德堡附近进行射术操练，该舰在普奥战争期间没有参与任何行动，于10月31日再次停运。

### 第一次海外部署

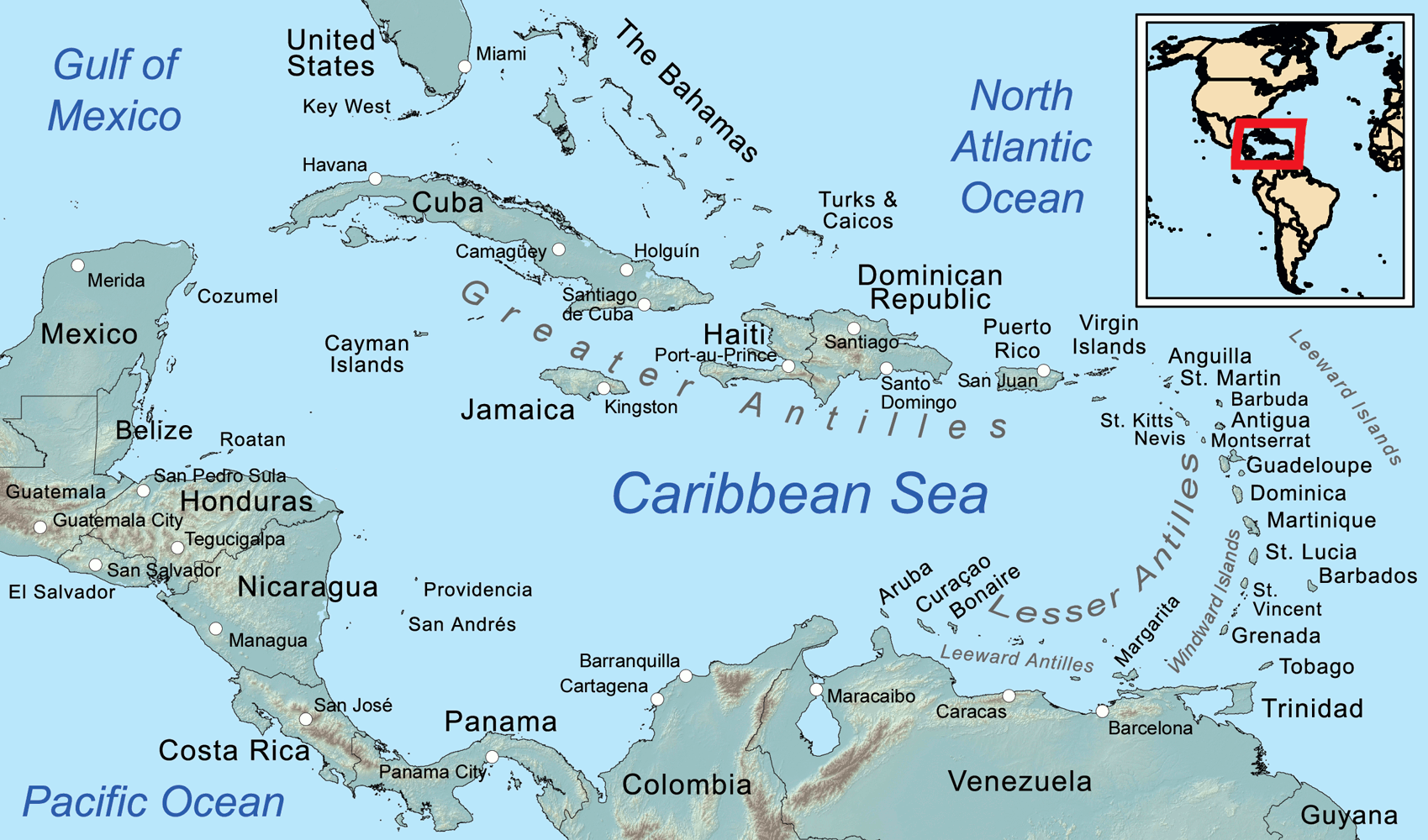
加勒比地区示意图

维多利亚号于1868年9月7日重新启用，被派往西印度群岛担任驻地舰。它于9月29日离开基尔，但由于北海发生的风暴损坏而推迟了航行，并迫使该舰于10月15日至27日在朴茨茅斯停靠进行维修。11月26日，维多利亚号抵达马提尼克岛的圣皮埃尔，后于12月12日在古巴的哈瓦那停留，因为该国的动乱导致一家德国公司购买的一批烟草装运受阻。维多利亚号的到来吓退了那些阻挠装运的人，随后它前往海地的太子港，当地的欧洲资产已被政府没收。该舰也成功迫使海地政府交出被扣押的资产。1869年1月9日，维多利亚号载着北德意志邦联的贸易代表从哈瓦那前往委内瑞拉的拉瓜伊拉。当时的委内瑞拉政府正试图迫使外国企业支付费用来资助委内瑞拉军队，维多利亚号必须留在委内瑞拉水域以阻止这种做法。古巴在十年战争期间再次发生动乱，迫使该舰于3月25日至4月22日返回哈瓦那，以保护该地区的德国公民。
黄热病和霍乱的爆发给船员带来了巨大压力，而此时，舰体需要保养。舰长请求将维多利亚号开到圣皮埃尔或巴西里约热内卢的造船厂，但在没有得到答复的情况下，他率舰造访了哥伦比亚和加勒比海诸港。6月，当该舰在墨西哥的韦拉克鲁斯停留期间，他们收到了法国与北德意志邦联之间爆发战争的虚假谣言。因此，维多利亚号前往哈瓦那寻求确认政治局势；在那里，船员们得知两国并未开战，他们也接到了7月25日回国的命令。返程途中，该舰分别在美国的诺福克、亚速尔群岛的法亚尔以及普利茅斯停留。在最后一个经停港逗留期间，因一场严重风暴而受重伤的船员不得不被送入岸上的一家军事医院，而舰只本身也需要修理。维多利亚号最终于10月8日抵达但泽，并于当月19日停运。

### 第二次海外部署
1870年普法战争爆发后，维多利亚号最初仍被搁置在预备役，但至1871年1月，该舰受命担任破交舰负责攻击法国的战争物资航运，尽管它并未实际参与此类任务。相反，它一直留在但泽，直到11月才转移到基尔。12月5日，维多利亚号退役并被送往造船厂，在那里装备了更具现代化的150毫米和120毫米口径套筒炮，以取代其于1867年接收的线膛炮。直到1874年12月，它才被转移至威廉港入役，但此后仍然处于预备役闲置状态。尽管没有正式投运，该舰还是从1875年3月20日到4月8日进行了新火炮的射击测试。10月11日，维多利亚号重新投运执行前往西印度群岛的又一次部署，并于10月26日离开威廉港。它于11月29日抵达丹属西印度群岛的圣托马斯，在那里接替了其姊妹舰奥古斯塔号。随后，维多利亚号继续在加勒比诸港巡航，但海地的动乱迫使它于1876年5月到场戒备。从6月下旬开始，该舰继续向南航行，访问了南美洲的港口，最远曾抵乌拉圭的蒙得维的亚。到12月14日，它已返回圣托马斯，此后又在加勒比海继续巡航。
维多利亚号于1877年2月14日至3月3日在委内瑞拉水域巡航。随着危地马拉和萨尔瓦多之间爆发冲突，以及墨西哥同时发生图斯特佩克革命，致使该舰从3月8日至14日驻扎在哥伦比亚的萨瓦尼亚，然后从3月21日至4月3日驻扎在哈瓦那，以防有必要干预其中任何一场冲突。然而，两场危机都过去了，均未威胁到德国的利益，因此维多利亚号于4月3日离开哈瓦那前往圣托马斯，并在当地接到了穿越大西洋前往地中海的命令。至6月14日，该舰抵达埃及的塞得港。当时，奥斯曼帝国正在进行俄土战争，德国政府担心反欧骚乱可能会在黎凡特爆发，威胁到德国在耶路撒冷占有的财产。维多利亚号与盖甲板护卫舰瞪羚号一同巡访了该地区的多个港口。7月2日，该舰因爆发疾病而被召回。它于7月29日抵达威廉港，并于8月10日停运进行彻底检修，在此期间裁减了其索具。1879年8月12日至13日，维多利亚号使用裁减后的末桅纵帆进行了海试，并于9月6日再次停运。

### 第三次海外部署及结局
1880年7月1日，维多利亚号在海军少校维克托·瓦卢瓦斯的指挥下重新开始前往西印度群岛的另一次航行。它于7月16日从威廉港出发，但当7月19日至22日在普利茅斯停留期间，该舰收到了新的命令，转而前往马耳他等待进一步指示。它于8月1日抵达马耳他的瓦莱塔，然后受命驶往拜尔盖的班加西。事情的起因是曾率领探险队探索刚果盆地北部的德国探险家弗里德里希·格哈德·罗尔夫斯在塞努西圣地库夫拉绿洲附近的奥斯曼帝国控制区遭到袭击，被迫折返。德国政府故此命令维多利亚号保护探险队，并为他的损失索取经济赔偿。8月29日，在达成奥斯曼帝国会保护罗尔夫斯团队并支付赔偿金的协议后，该舰离开了班加西。它回到瓦莱塔，在那里又接到前往亚得里亚海参与国际海军示威活动的命令，以逼迫奥斯曼政府根据1878年柏林会议的条款将乌尔齐尼市割让予黑山。当地的阿尔巴尼亚人在奥斯曼政府的支持下占领了这座城市，并拒绝投降。于是在英国海军中将比彻姆·西摩的指挥下，来自英国、法国、意大利、奥匈帝国和俄罗斯的大约二十艘军舰只参加了对乌尔奇尼和其他沿海城镇的封锁。封锁于9月20日开始，到11月27日，奥斯曼帝国屈服于列强的要求，派遣军队迫使阿尔巴尼亚人放弃这座城市。国际分舰队遂于12月3日解散。

显示了纳纳克鲁方位的利比里亚地图

12月5日至6日晚，维多利亚号离开亚得里亚海，恢复原定航线前往西印度群岛。它于12月23日在途中停靠直布罗陀接受修理；并在当地收到了一封来自英国总督的感谢信，以感谢其参加国际分舰队。12月27日，海军部要求该舰改道至利比里亚，因为来自纳纳克鲁（Nana Kru）镇的利比里亚人在德国轮船卡洛斯号（Carlos）搁浅后袭击并抢劫了它。维多利亚号于1881年2月7日离开直布罗陀，先是在马德拉群岛的丰沙尔接上舰长，然后前往利比里亚首都蒙罗维亚。在那里，它又让德国领事和利比里亚政府的两名代表登舰，并于3月4日将他们带到纳纳克鲁。瓦卢瓦斯派出一支登陆队上岸攻击该镇；他们逮捕了九名男子，并将他们押上维多利亚号返回蒙罗维亚，对这些人进行袭击事件的审判。利比里亚政府也同意为这次袭击支付损害赔偿。维多利亚号此时得以横渡大西洋，并于3月17日在途中经停佛得角的格兰港。它随后访问了巴西、乌拉圭和阿根廷的多个港口。当抵达有大量德国侨民聚居的巴西港口南圣弗朗西斯科后，引水人不慎该舰撞到了暗礁上，在退潮时差点致其倾覆。瓦卢瓦斯随后对港口进行了勘测，以确定还存在哪些危险区域。
在里约热内卢逗留期间，由于利比里亚政府没有履行对卡洛斯号事件的赔付义务，维多利亚号被勒令折返蒙罗维亚。它于10月8日从里约热内卢出发，并于10月27日抵达利比里亚首都；当天，瓦卢瓦斯威胁要炮击这座城市，结果对方立即付款。该舰遂于11月2日离开蒙罗维亚，六天后再次抵达格兰港。在那里，维多利亚号接到返回德国的命令，至12月21日抵达威廉港。1882年1月4日，它在当地退役，接受另一次大修。维多利亚号原定于1883年作为训练舰重新投运，但由于宿营空间太小，无法容纳足够的学员，因此其位置被平甲板护卫舰弗蕾亚号取代。相反，该舰在1884年7月1日至31日、1888年3月27日至8月6日以及1890年3月18日至9月14日期间曾间歇性地担任渔业保护船。1890年8月9日，它还出席了黑尔戈兰岛正式移交德国的仪式，英国用它换取了桑给巴尔岛作为保护国。1891年4月14日，维多利亚号正式从海军名录中除籍，并于次年出售至汉堡报废。